# Pirkko Määttä
Pirkko Määttä, född 7 mars 1959 i Kuusamo, är en finländsk före detta  längdskidåkare som tävlade under 1980- och 1990-talen. Hon ingick i det finländska lag som tog brons i stafett vid två OS: Sarajevo 1984 och Calgary 1988. Hon lyckades bra vid VM i Lahtis 1989 med ett guld, ett silver och ett brons.